# Josh Lanyon
Josh Lanyon, eigentlich Diana Killian ist eine US-amerikanische Kriminalschriftstellerin. Ihre Werke als "Josh Lanyon" sind zumeist Kriminalromane, deren Handlung auch eine Liebesgeschichte zwischen den (männlichen) Protagonisten enthält. Einige ihrer neueren Werke (Strange Fortune, The Darkling Thrush) sind eher dem Bereich Fantasy zuzuordnen. Alle gehören jedoch zu dem relativ neuen Genre M/M-Romance. Lanyon lebt und arbeitet in Los Angeles.

## Werke

### Serien
- Adrien English Mysteries 
  -  Fatal Shadows  (2000) - MLR Press, ISBN 978-0-9793110-4-8 (Print) + Loose Id, ISBN 978-1-59632-465-7 (E-Book)
  -  A Dangerous Thing  (2002) - MLR Press, ISBN 978-0-9793110-5-5 (Print) + Loose Id, ISBN 978-1-59632-465-7 (E-Book)
  -  The Hell You Say  (2006) - MLR Press, ISBN 978-1-934531-01-3 (Print) + Loose Id, ISBN 978-1-59632-582-1 (E-Book)
  -  Death of a Pirate King  (2008) - MLR Press, ISBN 978-1-934531-31-0 (Print) + Just Joshin', ISBN 978-0-9847669-0-1 (E-Book)
  -  The Dark Tide  (2009) - MLR Press, ISBN 978-1-60820-123-5 (Print) + Loose Id, ISBN 978-1-60737-490-9 (E-Book)

- Dark Horse 
  -  The Dark Horse  (2007) - Loose Id, ISBN 978-1-59632-443-5 (E-Book)
  -  The White Knight  (2009) - Loose Id, ISBN 978-1-59632-908-9 (E-Book)

- Dangerous Ground 
  -  Dangerous Ground  (2008), auch in Hostage - Loose Id, ISBN 978-1-59632-658-3 (E-Book) + MLR Press, ISBN 978-1-934531-26-6 (Print)
  -  Old Poison  (2009) - Just Joshin', ISBN 978-0-9847669-6-3 (E-Book)
  -  Blood Heat  (2010) - Loose Id, ISBN 978-1-60737-869-3 (E-Book)
  -  Dead Run  (2011) - Loose Id, ISBN 978-1-61118-464-8 (E-Book)

- Holmes & Moriarity 
  -  Somebody Killed His Editor  (2009) - Samhain Publishing, ISBN 978-1-60504-607-5 (Print) + ISBN 978-1-60504-585-6 (E-Book)
  -  All She Wrote  (2010) - Samhain Publishing, ISBN 978-1-60928-200-4 (E-Book)

- Doyle and Spain
  -  Snowball in Hell  (2007) - Carina Press, ISBN 978-1-4268-9139-7 (E-Book)
  -  Shadow on the Sun  (TBA)

- A Shot in the Dark
  -  This Rough Magic (2011) - Loose Id, ISBN 978-1-61118-402-0 (E-Book)
  -  New Moon (TBA)

- The XOXO Files
  -  Mummy Dearest (2011) - Samhain Publishing, ISBN 978-1-60928-536-4 (E-Book)

### Romane
- The Ghost Wore Yellow Socks  (2008) - MLR Press, ISBN 978-1-934531-14-3 (Print) + Just Joshin', ISBN 978-0-9847669-7-0 (E-Book)
- Mexican Heat  (2008) mit Laura Baumbach - MLR Press, ISBN 978-1-934531-05-1 (Print) + Samhain Publishing, ISBN 978-1-60504-380-7 (E-Book)
- Strange Fortune  (2009) - Blind Eye Books, ISBN 978-1-935560-00-5 (Print) + Samhain Publishing, ISBN 978-1-60928-113-7 (E-Book)
- Fair Game  (2010) - Carina Press, ISBN 978-1-4268-9045-1 (E-Book)
- Come Unto These Yellow Sands  - Samhain Publishing, ISBN 978-1-60928-273-8 (E-Book)

### Erzählungen und Anthologien
- Partners in Crime 
  - "Cards on the Table" in Boy Meets Body (2007) mit Sarah Black - MLR Press, ISBN 978-1-934531-00-6 (Print) + Loose Id, ISBN 978-1-59632-613-2 (E-Book)
  - "Snowball in Hell" in I'll Be Dead for Christmas (2007) mit Sarah Black - MLR Press, ISBN 978-1-934531-02-0 (Print) + Carina Press, ISBN 978-1-4268-9139-7 (E-Book)
  - "I Spy Something Bloody" in Footsteps in the Dark (2008) mit Sarah Black - MLR Press, ISBN 978-1-934531-15-0 (Print) + Loose Id, ISBN 978-1-59632-710-8 (E-Book)
    - "I Spy Something Wicked" (2009) - Just Joshin', ISBN 978-0-9847669-1-8 (E-Book)

  - "Lovers and Other Strangers" - Just Joshin', ISBN 978-0-9847669-9-4 (E-Book), auch in The Art of Dying (2009) mit Jordan Castillo Price MLR Press, ISBN 978-1-934531-25-9 (Print)
  - "Don't Look Back" in Committed to Memory (2009) mit JS Cook - MLR Press, ISBN 978-1-60820-114-3 (Print) + Loose Id, ISBN 978-1-59632-972-0 (E-Book)

- Petit Morts (with Jordan Castillo Price und Sean Kennedy)
  - Slings and Arrows (2010) - JCP Books, ISBN 978-1-935540-12-0 (Print) + ISBN 978-1-935540-05-2 (E-Book)
  - Other People's Weddings (2010) - JCP Books, ISBN 978-1-935540-12-0 (Print) + ISBN 978-1-935540-06-9 (E-Book)
  - Critic's Choice (2010) - JCP Books, ISBN 978-1-935540-23-6 (Print) + ISBN 978-1-935540-18-2 (E-Book)
  - Sort of Stranger Than Fiction (2010) - JCP Books, ISBN 978-1-935540-23-6 (Print) + ISBN 978-1-935540-16-8 (E-Book)

- "A Ghost of a Chance" - MLR Press, ISBN 978-1-60820-476-2 (E-Book), auch in Scared Stiff (2007) - MLR Press, ISBN 978-0-9793110-6-2 (Print)
- "In a Dark Wood" (2007) - Just Joshin', ISBN 978-0-9847669-2-5 (E-Book)
- "A Limited Engagement" (2008) - Just Joshin', ISBN 978-0-9847669-3-2 (E-Book)
- "In Sunshine Or In Shadow" (2009) - Just Joshin', ISBN 978-0-9847669-3-2 (E-Book)
- "Until We Meet Once More" in Because Of The Brave (2009) - MLR Press, ISBN 978-1-60820-107-5 (Print) + Aspen Mountain Press, ISBN 978-1-60168-227-7 (E-Book)
- "Out Of The Blue", auch in Esprit de Corps (2009) - ISBN 978-1-59578-578-7 (E-Book) + MLR Press, ISBN 978-1-934531-03-7 (Print)
- "The Dickens with Love" (2009) - Samhain Publishing, ISBN 978-1-60504-837-6 (E-Book), auch in To All a (Very Sexy) Good Night, ISBN 978-1-60504-922-9 (Print)
- "The French Have a Word for It" (2009) - Just Joshin', ISBN 978-0-9847669-5-6 (E-Book)
- "The Dark Farewell" (2010), auch in The Mysterious (2010) - Samhain Publishing, ISBN 978-1-60504-944-1 (E-Book) + MLR Press, ISBN 978-1-60820-098-6 (Print)
- "The Darkling Thrush" (2010) - Loose Id, ISBN 978-1-60737-563-0 (E-Book)
- "A Vintage Affair" (2010) - Loose Id, ISBN 978-1-60737-807-5 (E-Book)
- "Icecapade" (2010), auch in His for the Holidays (2010) - Carina Press, ISBN 978-1-4268-9092-5 (E-Book) + Anthologie: ISBN 978-1-4268-9083-3 (E-Book)
- "Lone Star" (TBA)
- "Green Glass Beads" in The Irregulars (TBA)

### Sammlungen
- Josh Lanyon Collected Novellas, Volume 1 - MLR Press, ISBN 978-1-60820-006-1 (Print)
  - I Spy Something Bloody
  - A Limited Engagement
  - The Dark Horse
  - A Ghost of a Chance
  - In a Dark Wood
- Josh Lanyon Collected Novellas, Volume 2 - MLR Press, ISBN 978-1-60820-052-8 (Print)
  - Cards on the Table
  - Dangerous Ground
  - In Sunshine or In Shadow
  - Snowball in Hell

### Non-Fiction
- Man, Oh Man! Writing M/M Fiction for Kinks & Ca$h  (2008) - MLR Press, ISBN 978-1-934531-30-3 (Print + E-Book)
- "The Play of Shadows and Light: Hansen before Dave" in The Golden Age of Gay Fiction (2009) - MLR Press, ISBN 978-1-60820-048-1 (Print) + ISBN 978-1-60820-049-8 (E-Book)

## Auszeichnungen
- The Hell You Say wurde mit dem 2006 USA Book News Award for Gay/Lesbian Fiction.[1] ausgezeichnet.
- The Hell You Say war einer der Finalisten für den 2006 Lambda Literary Award in der Kategorie Gay Mystery.[2]
- Mexican Heat war einer der Finalisten für den 2008 Lambda Literary Award in der Kategorie Gay Romance.[3]
- Mexican Heat war der Gewinner in EPIC’s 2010 E-Book Competition in der Kategorie Mystery, Suspense, and/or Adventure Erotic Romance.[4]
- The Golden Age of Gay Fiction war einer der Finalisten für den 2010 Lambda Literary Award in der Kategorie Non-Fiction.[5]

## Interviews
- Interviews mit Josh Lanyon:
  - Fallen Angel Reviews (Jan 2008)
  - Two Lips Reviews (Jun 2008)
  - Reviews by Jessewave (Sep 2008)
  - The Naughty Bits (May 2009)
  - Reviews by Jessewave (Jun 2009)
  - Nikki Kimberling's Log (Aug 2009)
  - Love Romances & More (Aug 2009)
  - Reviews by Jessewave (Sep 2009)
  - Reviews by Jessewave (Dez 2009)
  - Reviews by Jessewave (Dez 2010)
  - Reviews by Jessewave (Dez 2011)